# Tadeusz Różewicz
Tadeusz Rózewicz, född 9 oktober 1921 i Radomsko i Łódź vojvodskap, död 24 april 2014 i Wrocław, var en polsk poet, prosaist, dramatiker och filmmanusförfattare. Han räknas till Polens allra största moderna poeter.

## Biografi
Redan som ung var Tadeusz Różewicz mycket litteraturintresserad. Han och hans storebror Janusz läste litterära tidskrifter och moderna författare, både polska och utländska. Båda började också skriva poesi och fick en del publicerat i tidningar och tidskrifter. Janusz blev en förebild för Tadeusz, han blev oftare publicerad och korresponderade med kända poeter. Efter några år blev brodern relegerad från gymnasiet för påstådda kommunistsympatier, en händelse som gjorde stort intryck på den unge Tadeusz. Under andra världskriget kämpade båda bröderna i motståndsrörelsen mot den nazistiska ockupationen, men Janusz blev upptäckt och avrättad av tyskarna. Tadeusz kamrater i partisanförbandet beundrade hans poetiska förmåga, vilket ledde till att han gjorde sin bokdebut 1944 på ett underjordiskt bokförlag. Dessa tidiga dikter skiljer sig från hans mogna verk genom sin patetiska, patriotiska ton. Broderns relegering, kriget, ockupationen, partisankampen och broderns död var erfarenheter som gjorde stort intryck på den unge poeten och fick inflytande på hans senare diktning. Den yngre brodern Stanisław Różewicz blev sedermera film- och teaterregissör. Tadeusz Różewicz skrev manus till några av hans filmer. Även Tadeusz son Jan var film- och teaterregissör. Både brodern och sonen avled 2008.
1945 lärde Tadeusz Różewicz känna poeten Julian Przyboś, som insåg den unge Różewicz talang och övertalade honom att flytta till Kraków. Där studerade han konsthistoria och kom in i en krets av avantgardistiska konstnärer och andra kulturpersonligheter, däribland två som sedermera skulle nå världsberömmelse: filmregissören Andrzej Wajda och teaterskaparen och målaren Tadeusz Kantor.
Man kan säga att Różewicz hade debuterat två gånger förut, i litterära tidskrifter före kriget och på det underjordiska förlaget under kriget. Som hans officiella debut räknas dock diktsamlingen Niepokój (Oro) som gjorde sensation i den polska litterära världen när den kom ut 1947. Różewicz gav här uttryck åt en hel generations erfarenheter av krig, ockupation och massmord. Stämningen var desperat och expressionistisk i så hög grad att han ibland anklagades för ren nihilism. Różewicz tidiga poesi brukar anses som ett svar på Theodor Adornos bekanta uttalande att det skulle vara omöjligt att skriva poesi efter Auschwitz. ”Jag är 24 år / Jag blev räddad / för att slaktas”, så börjar Räddad, den mest berömda dikten i denna samling (i översättning av Göran Palm och Jan Kunicki). Różewicz var skeptisk till det nya kommunistiska systemet och försökte med vännen Przyboś hjälp få tillstånd att resa till Paris för att få tillfälle att reflektera över sig själv och sin poesi. Myndigheterna gav dock inget tillstånd till Parisresan, men så småningom fick han möjlighet att tillbringa ett år i Budapest (1950). Under året i Ungern återvände han till ett motiv som även förekommit tidigare i hans poesi: respekten och fascinationen för den vanliga, enkla, ”gråa människan”. När han kom hem bosatte han sig i industristaden Gliwice, långt från storstädernas litterära kretsar. Han skrev dikter som uppfattades som kritiska mot systemet och blev utsatt för en negativ presskampanj. I och med det så kallade tövädret i polsk politik och kultur efter 1956 förändrades kritikernas attityd och Różewicz kunde åter skapa någorlunda fritt.
1960 gjorde Różewicz sin debut som dramatiker med pjäsen Kartoteket, inspirerad av västeuropeiska absurda dramatiker som Eugène Ionesco och Samuel Beckett. Den kan beskrivas som ett slags drömspel eller ”stream of consciousness” där huvudpersonen hela tiden ligger i sin säng och får besök av människor från barndomen, ungdomen och nutiden. Här finns också en subtil samhällskritik i satirens form, men inte så tydligt att pjäsen blev förbjuden. I Kartoteket och i sin poesi från samma tid uppfinner Różewicz en poetisk teknik som idag skulle kunna kallas postmodern. Själv har han i olika sammanhang kallat det en ”informationssophög”. Den går ut på att samla texter, citat och tankar från olika håll och använda dem i samma verk, som lösa delar, skenbart utan inbördes sammanhang.
Różewicz vidare poetiska utveckling gjorde honom dock till ovän med Julian Przyboś. 1962 gick Przyboś i en dikt till attack mot Różewicz och två andra poeter och kallade dem ”turpister”, vilket betydde ungefär att de förstörde poesin genom att skriva om det fula, obehagliga och frånstötande. Några år senare blev Różewicz åter attackerad av Przyboś.
1968 flyttade Różewicz till Wrocław, där han levde resten av sitt liv. Różewicz gick bort 24 april 2014.

## Synen på Różewicz i Polen
Vid sin ”verkliga debut” 1947 uppfattades Tadeusz Różewicz omedelbart som en klart lysande litterär stjärna. Många i den yngre generationen såg honom som ett språkrör för deras tankar och känslor efter de svåra upplevelserna under andra världskriget. Różewicz envisa sökande efter sin egen poetiska väg och ovilja mot litterära kotterier, och inte minst hans vägran att skriva enligt den ”socialistiska realismens” regler under den stalinistiska tiden, gjorde också att 1950- och 1960-talens intellektuella fritänkare och dissidenter såg honom som en bundsförvant i oppositionen mot det kommunistiska systemet. Detta förändrades dock under 1970-talet när en ny poetgeneration trädde fram med krav på klara ställningstaganden mot regimen. Różewicz ville fortsätta gå sin egen poetiska väg och stämde inte in i någon systemkritisk kör. Under 1980-talet, när regimen hade försökt krossa den fria fackföreningsrörelsen Solidaritet med undantagstillstånd och massarresteringar, ställde de flesta författare, skådespelare och andra konstnärer upp helhjärtat på oppositionens sida. Men inte heller då ville Różewicz ta tydlig ställning. Många yngre författare och kulturpersonligheter hade vid denna tid en ambivalent inställning till honom - han erkändes som en stor poet men sågs som irrelevant för den nutida världen, ibland kanske rentav som en svikare. Detta förändrades dock i och med kommunismens fall 1989. Efter det fanns inte längre något krav att ställa upp på den ena eller andra politiska agendan och Różewicz började ses som en stor poet i sin egen rätt.

## Priser och utmärkelser
Ett bevis på Różewicz starka ställning är de priser och utmärkelser han mottagit på senare år. 1996 tilldelades han Storkorset av orden Polonia Restituta. 2008 fick han Prix Européen de Litérature som utdelas i Strasbourg, samma år tilldelades han staden Wrocławs poesipris Silesius för sitt livsverk. År 2000 belönades han med Nikepriset, Polens motsvarighet till Augustpriset, för sin delvis självbiografiska bok Matka odchodzi (Mor går bort). Han har också fått ett antal mindre litterära priser och utnämnts till hedersdoktor vid flera polska universitet. På 1970- och 1980-talen nämndes Różewicz ofta som kandidat till Nobelpriset i litteratur, som senare två andra polska poeter ur samma generation fick, nämligen Czesław Miłosz och Wisława Szymborska. Ett annat mått på Różewicz betydelse är att han finns översatt till 49 olika språk.

## Różewicz i Sverige
I Sverige var Tadeusz Różewicz som störst på 1960-talet. Den grupp poeter som brukar kallas nyenkla uppskattade hans motvilja mot metaforer, hans enkla vardagsspråk och kollageteknik. Första gången han presenterades i bokform på svenska var i den polska poesiantologin Det nakna ansiktet 1960. Några år senare gjorde poeten Göran Palm en stor insats genom att tillsammans med Jan Kunicki översätta ett fylligt urval dikter som gavs ut under titeln Och så vidare. Andra poeter ur 60-talsgenerationen som har sagts vara påverkade av Różewicz är Rolf Aggestam, Benkt-Erik Hedin och Göran Sonnevi. Nya urvalsvolymer med Różewicz poesi kom ut 1979, 1996 och 2003. Den senaste gavs ut 2013.

## Karaktäristik av poesin
Różewicz poetiska stil är enkel, konstlös, lakonisk, i stort sett fri från metaforer och sådana uttryckssätt som traditionellt brukar anses som ”poetiska”. Särskilt i vissa långdikter odlar han också den tidigare nämnda kollageformen eller informationssophögen. Hans tidiga poesi berättar om den ensamma människans tragik i en värld som nyss upplevt massmord, grymheter och civilisationens förfall. Huvudpersonen i hans dikter är ofta en person som hotas av desintegration och kaos. Ett annat tema är den enkla gråa människans vardagliga strävanden.
Polska kritiker har karakteriserat Tadeusz Różewicz som en avantgardistisk föregångare och förnyare, dock med tydliga rötter i landets starka romantiska tradition. Han har också kallats för en ensamvarg övertygad om konstnärens mission, vilket för honom innebär att söka ett tillstånd av inre koncentration och uppmärksamhet samt etisk känslighet. Svenska kritiker har t.ex. skrivit att Różewicz ”bekämpar ytlig djuphet med djup ytlighet” och att ”Rózewicz’ dikter är helt enkelt genial minneskonst, i den mening som denna en gång var en av poesins huvuduppgifter. Att minnas det nödvändiga, för att utgöra det oumbärliga minnet.”

## Różewicz som dramatiker
När Tadeusz Różewicz debuterade som dramatiker med Kartoteket 1960 framträdde han som en förnyare av den teatrala formen. Säkert fanns en del inspiration från den franska absurda teatern, men Różewicz förvaltade den inspirationen på sitt högst personliga sätt. Givetvis är hans dramatik även formad av den polska verklighet han levde i, med kommunism och politiskt förtryck, även om Różewicz inte är lika öppet systemkritisk som sin samtida dramatikerkollega Sławomir Mrożek. Kartoteket är som nämnts ett slags kavalkad av bilder ur den nära historien och samtiden. Stara kobieta wysiaduje (1968; svensk premiär under titeln Och likväl ruvar hon 1972) visar på en tidig miljömedvetenhet, och bygger samtidigt upp en existentiell katastrofstämning som hos den sene Beckett. Den märkliga gamla kvinna som är huvudperson sitter på ett stationskafé som efter hand förvandlas till en soptipp där folk ligger utsträckta i solstolar som på en badstrand. I Białe Małżeństwo (1973; svensk premiär under titeln Vitt äktenskap 1976) förebådar Różewicz genus- och queerteori. Pjäsen, som på 70-talet gjorde skandal i det moralkonservativa Polen, utspelar sig i sekelskiftesmiljö och berättar om gemenskapen mellan två tonårsflickor som just håller på att upptäcka sin sexualitet. Den ena flickan vill inte finna sig i kvinnorollens konventioner. När hon till slut fogar sig i det oundvikliga och gifter sig klipper hon håret av sig på bröllopsnatten och säger till sin make: Jag är din bror. Handlingen är inspirerad av två genusbrytande kvinnliga poeter i tidigt polskt 1900-tal. Liksom de flesta av hans tolv teaterpjäser innehåller även dessa två många absurda och drömlika inslag. Helt realistisk är dock Do piachu (1972; Titeln betyder ungefär Döden i sanden) där handlingen är förlagd till ett partisanläger i skogen under andra världskriget, givetvis med inspiration från författarens egna erfarenheter. En av partisanerna, en enkel bondpojke, misstänks för stöld och våldtäkt och avrättas summariskt samtidigt som han själv bajsar på sig av skräck. Även detta drama gjorde skandal i Polen eftersom det utmanade den ensidigt positiva bilden av andra världskrigets motståndsrörelse.

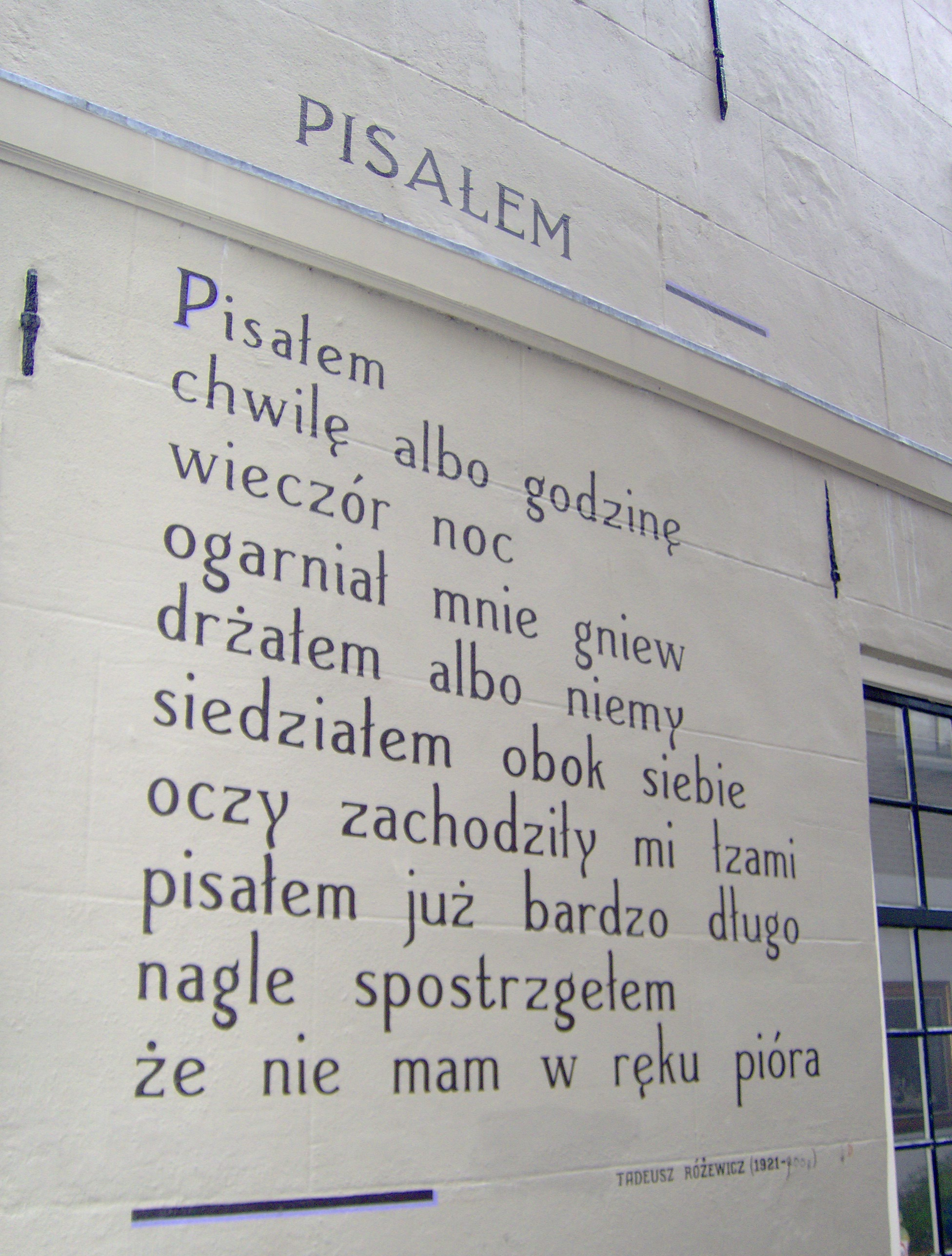
Tadeusz Różewicz dikt Pisalem (Jag skrev) som väggdikt på Oude Vest 79 i den holländska staden Leiden.